# Martín de Yeltes
Martín de Yeltes – gmina w Hiszpanii, w prowincji Salamanka, w Kastylii i León, o powierzchni 63,24 km². W 2011 roku gmina liczyła 461 mieszkańców.